# Tomás Fonseca
Tomás Fonseca Thorner (Buenos Aires, Argentina, 16 de enero de 1989) es un exfutbolista argentino que juega de defensa en el Río Segundo de la cuarta División de Costa Rica. Además, actualmente trabaja como periodista y comentarista en el canal Tigo Sports Costa Rica

## Biografía
Surgió de las divisiones inferiores del Club Atlético Huracán. Allí jugó desde Novena División hasta la Reserva. También tuvo un breve paso por las inferiores del Club Atlético River Plate. 
Tras esto, estuvo en el Club Reboceros de La Piedad de México (Primera "A"), en el Club Atlético Colegiales (Primera B Metropolitana), en el Club Cipolletti de Río Negro (Torneo Argentino A), en el Club Atlético Monterrico San Vicente de Jujuy (Torneo Argentino B) y en el Municipal Pérez Zeledon de la Primera División de Costa Rica.
Fue el extranjero más regular (mayor cantidad de minutos disputados) del FPD de Costa Rica por dos torneos consecutivos: Torneo de Verano 2014 y Torneo de Invierno 2014. También ha sido nominado como candidato al Mejor Jugador Extranjero de la Temporada 2014-2015 en la Liga FPD de Costa Rica. Además, es el foráneo con más partidos jugados en la historia de los “Guerreros del Sur” en Torneos de Copa.
Tras su estadía en Costa Rica, militó en el Victoria de la Liga Nacional de Honduras y en Acassuso de la Primera B Metropolitana
Regresó a Costa Rica a mediados del 2018 para jugar en el Santa Ana de la Segunda División de Costa Rica. Allí disputó tres torneos para luego fichar por Carmelita, también de la Liga de Ascenso costarricense, donde fue subcampeón del Torneo Clausura 2022. Para el 2023 arriba al Santa Bárbara F.C., donde fue campeón del Torneo Clausura 2023 de Tercera División Región Heredia. Para 2024 se sumó a las filas de la Academia Elite Río Segundo de Alajuela en la misma divisional.

## Clubes
| Club                                  | País       | Año           |
| ------------------------------------- | ---------- | ------------- |
| Huracán                               | Argentina  | 2003 - 2008   |
| River Plate                           | Argentina  | 2009          |
| Reboceros de La Piedad                | México     | 2010          |
| Colegiales                            | Argentina  | 2010-2012     |
| Club Cipolletti                       | Argentina  | 2012          |
| Monterrico San Vicente                | Argentina  | 2013          |
| Municipal Perez Zeledon               | Costa Rica | 2014-2015     |
| Victoria                              | Honduras   | 2015-2016     |
| Acassuso                              | Argentina  | 2017-2018     |
| Santa Ana                             | Costa Rica | 2018 - 2019   |
| Carmelita                             | Costa Rica | 2020 - 2022   |
| Santa Bárbara F. C.                   | Costa Rica | 2023          |
| Academia Elite Río Segundo (Alajuela) | Costa Rica | 2024-presente |